# کیلر
کیلر (به لاتین: Keilir) یک سازمان غیرانتفاعی و مؤسسه آموزشی در ایسلند است که در ریکانیانسبور واقع شده است.